# Alfred Wellm

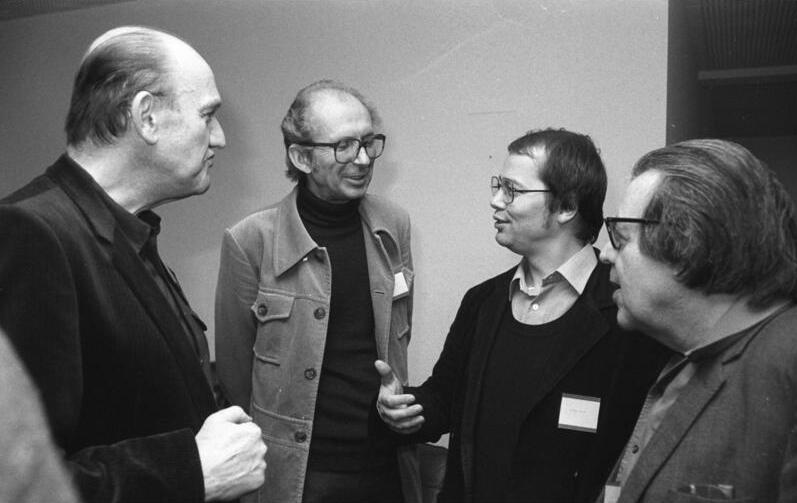
De izquierda a derecha: Franz Fühmann, Alfred Wellm, Volker Braun y Erich Fried en el año 1981.

Alfred Wellm (Neukrug Elbląg, 22 de agosto de 1927-Lohmen, 17 de diciembre de 2001) fue un escritor alemán.

## Vida
Hijo de un pescador, desde 1941 acudió a una Lehrerbildungsanstalt en Pieniężno. En enero de 1945 fue llamado a filas por la Wehrmacht, pero dejó de participar en la contienda debido a problemas de salud. Después de pasar el final de la guerra en el suroeste de Alemania se fue con su padre a Falkensee. Acudió a una escuela para ser Neulehrer y entre 1946 y 1962 trabajó enseñando en distintos lugares, a veces como director de instituto y a veces como inspector. Desde 1963 vivió como escritor independiente, primero en Steinförde y luego en Lohmen.
Escribió novelas, libros infantiles y juveniles y guiones. En la República Democrática Alemana (RDA) fue apreciado por los libros infantiles. Se hizo famoso por su novela de 1968 Pause für Wanzka oder die Reise nach Descansar y por su novela autobiográfica de 1975 Pugowitza oder Die silberne Schlüsseluhr. Esta última obra describe la huida de Prusia Oriental en 1945.
Fue miembro de la Deutscher Schriftstellerverband, de la Akademie der Künste der DDR (desde 1978) y del PEN Club Internacional de la RDA y de Alemania. Recibió el premio Fritz Reuter en los años 1959 y 1969, el premio Heinrich Mann en el año 1969 y el Nationalpreis der DDR en el año 1976.
Falleció en la ciudad de Lohmen el 17 de diciembre de 2001 debido a una enfermedad.

## Obra
- Igel, Rainer und die anderen (1958)
- Die Kinder von Plieversdorf (1959)
- Die Partisanen und der Schäfer Piel (1960)
- Kaule (1962)
- Das Mädchen Heika (1966)
- Pause für Wanzka oder Die Reise nach Descansar (1968)
- Das Pferdemädchen (1974)
- Pugowitza oder Die silberne Schlüsseluhr (1975)
- Karlchen Duckdich (1977)
- Die Geschichte vom kleinen Wruk (1981, junto con Siegfried Linke)
- Das Mädchen mit der Katze (1983, junto con Siegfried Linke)
- Der Hase und der Mond (1985)
- Morisco (1987)